# Escuela Normal Superior de Cachan
La Escuela Normal Superior (ENS) de París-Saclay (en francés, École normale supérieure de Paris-Saclay, anteriormente École normale supérieure de Cachan) es una Escuela Normal Superior francesa fundada el 26 de octubre de 1912, cuyo campus principal está situado en Gif-sur-Yvette. La escuela está especializada en ciencia básica y aplicada, sociología, economía y gestión e idioma inglés.

## Acceso
Como las demás «grandes écoles», la ENS de París-Saclay admite principalmente a sus estudiantes dos o tres años después del bachillerato; la mayoría proceden de las «prépas» (classes préparatoires aux grandes écoles) y deben pasar una de las oposiciones más exigentes de Francia.

## Antiguos alumnos notables
- Michael Grätzel, químico suizo de origen alemán e inventor de numerosas patentes.